# Ailuroedus stonii
L'uccello-gatto pettoocra (Ailuroedus stonii Sharpe, 1876) è un uccello passeriforme della famiglia Ptilonorhynchidae.

## Etimologia
Il nome scientifico della specie, stonii, rappresenta un omaggio all'esploratore inglese Octavius Chamberlin Stone, attivo in Nuova Guinea.

## Descrizione

### Dimensioni
Misura circa 25 cm di lunghezza, per 100-175 g di peso: a parità d'età, i maschi sono più grossi e robusti rispetto alle femmine.

### Aspetto
Si tratta di uccelli dall'aspetto massiccio e paffuto, muniti di testa piccola e arrotondata con becco conico tozzo e robusto, lievemente incurvato verso il basso, zampe allungate e robuste, ali lunghe e digitate e coda piuttosto lunga, sottile e di forma rettangolare.
Il piumaggio si presenta di colore verde scuro su dorso e ali (sebbene queste ultime presentino remiganti dalla punta bruna), ocra (come del resto intuibile dal nome comune) su petto, fianchi e ventre, bruno-nerastro su fronte, vertice, nuca e coda, nonché sulla punta delle singole penne dei lati del collo, del petto e dei fianchi, a dare un aspetto screziato alle suddette aree: l'area tra becco, occhi e orecchie, le guance e la gola sono di colore biancastro, con le singole penne dalla base più scura.

Le femmine presentano colorazione meno brillante rispetto ai maschi, tuttavia si tratta di differenze di carattere soggettivo che non sempre risultano utili per la distinzione dei sessi.
Il becco è di color avorio, le zampe sono di colore grigio-bluastro e gli occhi sono di colore rosso cupo.

## Biologia
Si tratta di uccelli diurni, che vivono perlopiù in coppie (che rimangono unite per la vita) e delimitano un proprio territorio di residenza, difendendolo in special modo durante il periodo degli amori: essi passano gran parte della giornata alla ricerca di cibo fra i rami di alberi e cespugli, pronti a nascondersi nel folto della vegetazione in caso di pericolo.

### Alimentazione
Si tratta di uccelli virtualmente onnivori, nei quali gran parte della dieta si compone di frutta e bacche mature, mentre più sporadicamente vengono mangiati fiori, germogli, foglioline, granaglie e materiale di origine animale (come invertebrati e piccoli vertebrati).

### Riproduzione
Le abitudini riproduttive di questi uccelli risultano sconosciute, principalmente in virtù del fatto che essi sono stati considerati una sottospecie fino a tempi recenti e come tale non studiati in maniera esaustiva: si ha motivo di ritenere tuttavia che esse non differiscano in maniera significativa, per modalità e tempistica, da quanto osservaible nelle altre specie di uccello gatto.

## Distribuzione e habitat
Luccello gatto pettoocra è endemico della Nuova Guinea, della quale popola la porzione meridionale su un'area che si estende grossomodo da Mimika lungo le pendici meridionali della Cordigliera centrale fino al distretto di Karimui-Nomane, e da qui a sud fino alla costa e ad est lungo la costa meridionale della penisola di Papua fin quasi alla sua punta.
L'habitat di questi uccelli è rappresentato dalla foresta pluviale e dalla foresta arida di pianura, con predilezione per le zone di foresta primaria.

## Tassonomia
Se ne riconoscono due sottospecie:
- Ailuroedus stonii stonii Sharpe, 1876 - la sottospecie nominale, diffusa nella porzione orientale dell'areale occupato dalla specie, ad est delle foci del Purari;
- Ailuroedus stonii cinnamomeus Mees, 1964 – diffusa nella porzione occidentale dell'areale occupato dalla specie;

Fino a tempi molto recenti, l'uccello gatto pettoocra veniva considerato una sottospecie dell'uccello gatto guancebianche (anzi, addirittura la sottospecie cinnamomeus veniva da alcuni proposta per l'accorpamento alla sottospecie nominale di quest'ultimo): le analisi di carattere genetico, tuttavia, hanno dimostrato la parafilia del taxon, mettendo in evidenza la presenza all'interno di esso di almeno tre cladi (uno nord-occidentale, uno nord-orientale ed uno meridionale, con quest'ultimo costituito dalla specie in esame), determinando l'elevazione dell'uccello gatto pettoocra al rango di specie a sé stante.